# Daunte Culpepper
Daunte Richard Culpepper (Ocala, Florida, 28 de enero de 1977) es un jugador de fútbol americano que juega en la posición de quarterback. Firmó un contrato de dos años con los Detroit Lions, que necesitaban la contratación de un quarterback tras la lesión de Jon Kitna.
Fue jugador de Minnesota Vikings entre 1999 y 2005 de Miami Dolphins en el 2006, de Oakland Raiders en el 2007 y de Sacramento Mountain Lions en 2010 en la United Football League. Habiendo sido elegido para jugar la Pro Bowl en los años 2000, 2002 y 2004.
En el 2010 Culpepper fue nombrado como unos de los 50 mejores Vikings de la historia.

## Estadísticas UFL
| Temporada | Equipo | Cmp | Att | Yds   | TD | Int | Lg | Sck | Rating |
| --------- | ------ | --- | --- | ----- | -- | --- | -- | --- | ------ |
| 2010      | SML    | 183 | 300 | 1,944 | 10 | 12  | 59 | 14  | 74.4   |